# Un assumpte familiar
Un assumpte familiar (títol original en anglès, A Family Affair) és una pel·lícula de comèdia romàntica estatunidenca dirigida per Richard LaGravenese i escrita per Carrie Solomon. La pel·lícula és protagonitzada per Nicole Kidman, Zac Efron, Joey King, Liza Koshy, Kathy Bates i Shirley MacLaine. Es va estrenar a Netflix el 28 de juny de 2024 amb doblatge i subtítols al català.

## Premissa
La Zara, una jove que treballa com a assistent personal de l'estrella de Hollywood Chris Cole, descobreix que el seu cap té una relació romàntica secreta amb la seva mare vídua.

## Repartiment
- Zac Efron com a Chris Cole[3]
- Joey King com a Zara Ford[3]
- Nicole Kidman com a Brooke Harwood, mare de la Zara[3]
- Liza Koshy[3]
- Kathy Bates[3]
- Shirley MacLaine[3]

## Producció
El 14 de juny de 2022, es va revelar que Nicole Kidman, Zac Efron i Joey King serien els tres protagonistes del film. El 2 d'agost de 2022, es va informar que Kathy Bates i Liza Koshy s'unien al repartiment.
El rodatge va tenir lloc a Atlanta d'agost a octubre de 2022.

## Estrena
Un assumpte familiar estava programada per estrenar-se a Netflix el 17 de novembre de 2023. Tanmateix, l'estrena de la pel·lícula es va ajornar a causa de l'impacte de la vaga d'SAG-AFTRA de 2023 als Estats Units en la promoció de la pel·lícula.